# Neaera mirabilis
Neaera mirabilis là một loài ruồi trong họ Tachinidae.